# Moralni hazard

Moralni hazard javlja se u ekonomiji, kada subjekt ima poticaj povećati svoju izloženost riziku, jer ne snosi pune troškove tog rizika. Na primjer, kada je korporacija osigurana, može preuzeti veći rizik znajući da će njezino osiguranje platiti povezane troškove. Moralni hazard može se pojaviti kada se radnje strane, koja preuzima rizik mijenjaju na štetu strane koja snosi troškove nakon izvršenja financijske transakcije.
Može se pojaviti pod nekom vrstom informacijske asimetrije kada strana koja preuzima rizik zna više o svojim namjerama od one koja plaća posljedice rizika i ima tendenciju ili poticaj preuzeti previše rizika iz perspektive strane s manje informacija. Jedan primjer je problem principal-agent, gdje jedna strana, koja se naziva agent, djeluje u ime druge strane, koja se naziva principal. Ako agent ima više informacija o svojim radnjama ili namjerama od principala, agent može imati poticaj da djeluje previše rizično (s gledišta principala) ako interesi agenta i principala nisu usklađeni.

## Povijest
Prema istraživanjima Dembea i Bodena, pojam datira iz 17. stoljeća, a naširoko su ga koristila engleska osiguravajuća društva krajem 19. stoljeća. Rana uporaba pojma nosila je negativne konotacije, implicirajući prijevaru ili nemoralno ponašanje (obično od strane osiguranika). Dembe i Boden, međutim, ističu da su istaknuti matematičari koji su proučavali donošenje odluka u 18. stoljeću koristili "moral" u značenju "subjektivno", što može zamagliti pravo etičko značenje pojma. Koncept moralnog hazarda preispitali su ekonomisti 1960-ih, počevši od ekonomista Kena Arrowa, i nije implicirao nemoralno ponašanje ili prijevaru. Ekonomisti koriste ovaj izraz za opisivanje neučinkovitosti, koja se može pojaviti kada su rizici pogrešno postavljeni ili se ne mogu u potpunosti procijeniti, radije nego za opisivanje etike ili morala uključenih strana.
Rowell i Connelly nude detaljan opis geneze koncepta moralnog hazarda, identificirajući vidljive promjene u ekonomskoj misli koje su identificirane u srednjovjekovnoj teološkoj i probabilističkoj literaturi. Njihov rad uspoređuje i suprotstavlja pretežno normativno shvaćanje moralnog hazarda koje nalazimo u literaturi industrije osiguranja i uglavnom pozitivno tumačenje koje se nalazi u ekonomskoj literaturi.